# Джон Годжкін (адвокат)
Джон Годжкін (англ. John Hodgkin; нар. 11 березня 1800 — пом. 5 липня 1875) — англійський адвокат і квакерський проповідник.

## Життєпис
Син Джона Годжкіна, він народився в Пентонвіллі, Лондон, 11 березня 1800 р. Він та його старший брат Томас Годжкін здобували освіту вдома, частково від батька; Джон Стюарт Мілл був одним з небагатьох товаришів їхнього дитинства. Його молодість і юнацтво минули в Тоттенемі. 
Джон Годжкін став вихованцем Джорджа Гаррісона, квакера-конвеєра школи Річарда Престона та Пітера Беллінгера Броді. Як конвеєр, Годжкін мав ту саму традицію, яка мала на меті стислість, у той час, коли юридичні документи все ще були поширеними. Він здобув велику практику, але був найбільш відомий як викладач права; у його класах було багато учнів, з якими він читав годину щодня.  Серед них були Джозеф Беван Брейтвейт,  Джеймс Гоуп-Скотт (який також був разом із Вільямом Планкеттом з Храму) та Фредерік Прадо. 
Годжкін рідко виступав у суді, за винятком того, щоб підтримати думку, яку він дав щодо спірного питання про право власності; а у віці 43 років після важкої хвороби він звільнився з юридичної професії та решту життя присвятив релігійній та меценатській діяльності. Він відвідував збори квакерів в Ірландії, Франції та Америці, і протягом двох років служив на їх щорічних зборах. 
В час голоду в Ірландії 1845–6 Годжкін допомагав у роботі комітетів допомоги, створених квакерами в Дубліні та Лондоні. Він довго, але безрезультатно, намагався впровадити вдосконалені способи риболовлі серед морського населення клада поблизу Голуея. Він також мав велику участь у підготовці Закону про обтяжені маєтки (1849), заходу, який, як він сподівався, дозволить усунути деякі економічні негаразди, в яких працювала Ірландія. Позицію одного із суддів суду, заснованого цим актом, запропонував йому лорд Джон Рассел, але він відмовився від неї. 
Годжкін переїхав у віці 58 років до Льюїса, де і проживав. Візит до Америки в 1861 році збігся з початком громадянської війни в Америці, яка ускладнила становище квакерів: два основних «свідчення» проти війни та проти рабства, як правило, тягнули їх у протилежних напрямках. Протягом останніх десяти-дванадцяти років свого життя він брав активну участь у роботі конгресу з соціальних наук. Він помер у Борнмуті 5 липня 1875 року у віці 75 років 

## Праці
Годжкін був прихильником правової реформи й опублікував близько 1827 року брошуру «Зауваження щодо створення загального реєстру титулів» («Observations on the Establishment of a General Register of Titles»), виступаючи за такий захід.

## Сім'я
Годжкін був тричі одружений і залишав дітей від кожного шлюбу. Його першою дружиною була Елізабет, дочка Люка Говарда. Їх першим сином був Джон Еліот Годжкін, інженер і антиквар; історик Томас Годжкін був їх другим сином.  Одна дочка Маріабелла вийшла заміж за Едварда Фрая; інша, Елізабет, вийшла заміж за Альфреда Вотергауза. Елізабет померла під час пологів їх п'ятої дитини (яка померла незабаром після цього) в 1835 році.
Тоді Годжкін одружився з Ен Бакгауз (1815–1845), яка померла через кілька років; Джонатан Бекгауз Годжкін (1843–1926) був їхнім сином. Його третьою дружиною була Елізабет Готон Годжкін (1818–1904); у них було шестеро дітей.